# Diana Morawe
Diana Morawe (Alemania) es una gimnasta artística alemana que, compitiendo con Alemania del Este, logró ser medallista de bronce en 1983 en el concurso por equipos.

## 1983
En el Mundial que tuvo lugar en Budapest consigue el bronce por equipos, tras la Unión Soviética y Rumania, siendo sus compañeras de equipo: Maxi Gnauck, Gabriele Faehnrich, Astrid Heese, Silvia Rau y Bettina Schieferdecker.